# 석간주

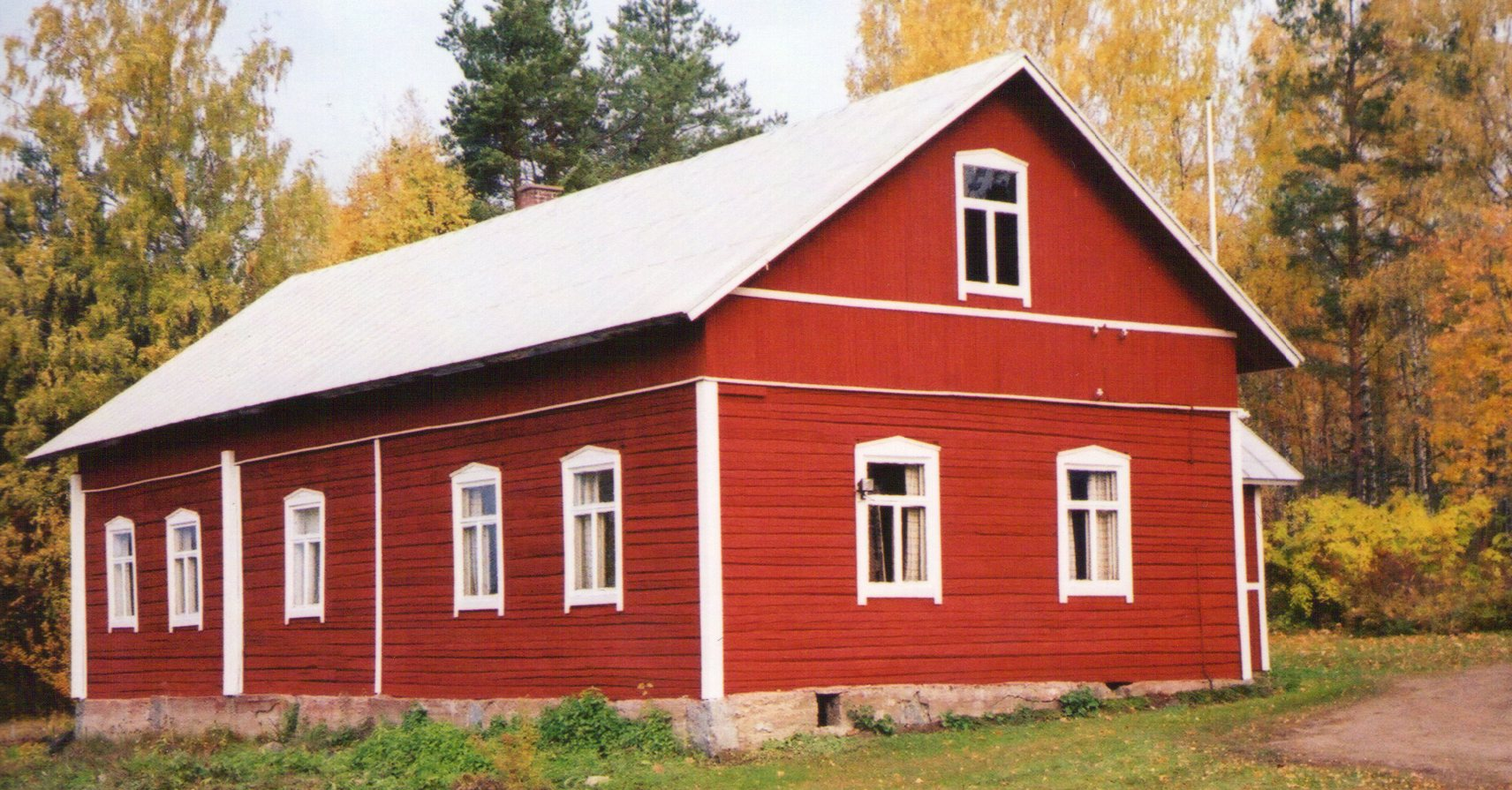
석간주를 칠한 가옥(핀란드 애네코스키).

석간주(石間硃, 영어: Falu red→팔루산 붉은색, 스웨덴어: rödmylla, 핀란드어: punamulta→붉은 흙, 적토(赤土))는 산화제이철이 함유된 붉은색 점토질 안료다. 화학식은 {\displaystyle \mathrm {{Fe}_{2}{O}_{3}\cdot {H}_{2}{O}} }.
서양에서는 스웨덴 달라르나지방 팔루의 광산에서 구리 광석을 정제하는 부산물로서 발견되어 사용하기 시작했으며, 스웨덴, 핀란드, 덴마크, 노르웨이, 에스토니아 등 북유럽 일대에서 주로 목조건물의 외벽에 칠한다. 덴마크의 국기와 노르웨이의 국기의 탁한 붉은색이 석간주를 나타낸 것이다.